# Tharra bimaculata
Tharra bimaculata är en insektsart som beskrevs av Nielson 1975. Tharra bimaculata ingår i släktet Tharra och familjen dvärgstritar.

## Underarter
Arten delas in i följande underarter:
- T. b. vudalensis
- T. b. bimaculata